# Ruschdahlmoor
Das Ruschdahlmoor (offizielle Bezeichnung „Ruschdahlmoor (Lesumer Moor)“) ist ein Naturschutzgebiet im Ortsteil Lesum des Stadtteils Burglesum der Stadtgemeinde Bremen.

## Allgemeines
Das Naturschutzgebiet ist 4,8 Hektar groß. Es ist im Naturschutzbuch der Stadtgemeinde Bremen unter der Nummer 12 eingetragen. Das Gebiet steht seit dem 8. Oktober 1991 unter Naturschutz. Zuständige Naturschutzbehörde ist die Senatorin für Umwelt, Klima und Wissenschaft.

## Beschreibung
Das Naturschutzgebiet liegt in der Vegesacker Geest und grenzt im Osten an Ihlpohl in der niedersächsischen Gemeinde Ritterhude. Es stellt eine Moorfläche mit Moormächtigkeiten von über 33 m unter Schutz, die in einem Erdfalltrichter über dem Salzstock Lesum entstanden ist. Das Moor gilt damit als eines der tiefgründigsten Moore Europas. Im nahezu vollständig von Wohnbebauung umgebenen Naturschutzgebiet (im Norden und Süden wird es durch schmale, unter Landschaftsschutz stehende, Streifen von der Bebauung abgegrenzt) finden sich Hochstaudenfluren, Röhrichte, Seggenriedern und Büsche sowie mehrere kleine Seen und Bäche. Das Gebiet entwässert über die Ihle zur Lesum.
Im Nordwesten des Naturschutzgebietes verläuft ein Weg, der teilweise durch Bohlen befestigt ist.